# Echidnopsis bentii
Echidnopsis bentii là một loài thực vật có hoa trong họ La bố ma. Loài này được N.E.Br. ex Hook.f. mô tả khoa học đầu tiên năm 1901.